# Storden
Storden ist ein Ort im Cottonwood County in Minnesota, Vereinigte Staaten. Das U.S. Census Bureau hat bei der Volkszählung 2020 eine Einwohnerzahl von 225 ermittelt.

## Geographie
Nach den Angaben des United States Census Bureaus hat der Ort eine Fläche von 0,5 km², alles Land.
Die Minnesota State Route 30 führt durch den Ort.

## Demographie
Zum Zeitpunkt des United States Census 2000 bewohnten Storden 274 Personen. Die Bevölkerungsdichte betrug 503,8 Personen pro km². Es gab 132 Wohneinheiten, durchschnittlich 242,7 pro km². Die Bevölkerung Stordens bestand zu 95,99 % aus Weißen, 3,28 % gaben an, anderen Rassen anzugehören und 0,73 % nannten zwei oder mehr Rassen. 5,11 % der Bevölkerung erklärten, Hispanos oder Latinos jeglicher Rasse zu sein.
Die Bewohner Stordens verteilten sich auf 120 Haushalte, von denen in 20,0 % Kinder unter 18 Jahren lebten. 60,8 % der Haushalte stellten Verheiratete, 3,3 % hatten einen weiblichen Haushaltsvorstand ohne Ehemann und 32,5 % bildeten keine Familien. 30,0 % der Haushalte bestanden aus Einzelpersonen und in 17,5 % aller Haushalte lebte jemand im Alter von 65 Jahren oder mehr alleine. Die durchschnittliche Haushaltsgröße betrug 2,28 und die durchschnittliche Familiengröße 2,77 Personen.
Die Bevölkerung verteilte sich auf 21,5 % Minderjährige, 7,7 % 18–24-Jährige, 20,4 % 25–44-Jährige, 25,2 % 45–64-Jährige und 25,2 % im Alter von 65 Jahren oder mehr. Das Durchschnittsalter betrug 46 Jahre. Auf jeweils 100 Frauen entfielen 95,7 Männer. Bei den über 18-Jährigen entfielen auf 100 Frauen 93,7 Männer.
Das mittlere Haushaltseinkommen in Storden betrug 30.694 US-Dollar und das mittlere Familieneinkommen erreichte die Höhe von 42.917 US-Dollar. Das Durchschnittseinkommen der Männer betrug 28.750 US-Dollar, gegenüber 22.000 US-Dollar bei den Frauen. Das Pro-Kopf-Einkommen belief sich auf 15.134 US-Dollar. 14,7 % der Bevölkerung und 16,1 % der Familien hatten ein Einkommen unterhalb der Armutsgrenze, davon waren 16,7 % der Minderjährigen und 12,1 % der Altersgruppe 65 Jahre und mehr betroffen.